# Lipňany (Dukovany)
Lipňany (německy Lipian) jsou zaniklá vesnice, dnes součást obce Dukovany jako jedna z jejích základních sídelních jednotek. Poprvé se Lipňany připomínají roku 1385, zanikly v roce 1980 kvůli výstavbě Jaderné elektrárny Dukovany. Byly součástí rovněž zbořených Skryjí. Jejich katastrální území Lipňany u Skryjí bylo připojeno k Dukovanům. Zaniklou ves připomíná v jejím místě jen kaplička.

## Geografie
Lipňany se rozkládaly na jih od dnešní silnice č. II/152. Dnes jimi prochází účelová komunikace v trase bývalé cesty, pokračující východně od údolí potůčka Lipňanského dál na jih k silnici III/15249, která přes údolí potoka Olešné vede k Rouchovanům. Území vsi se svažovalo od severu (390 m n. m.) k jihu: v údolí Olešné až k hranici 340 m n. m.

## Historie
Lipňany byly poprvé písemně zmíněny v roce v roce 1366, kdy Markvart z Lesonic pojistil část Lipňan své manželce. V roce 1371 pak prodal část vesnice Nevlasovi z Lesonic. Nevlas pak roku 1385 prodal svoji část vesnice bratrům Jindřichovi, Václavovi a Zdeňkovi z Radkovic. Část Lipňan v tu dobu patřila také dalešickému klášteru. Posléze se soudila o majetky v Lipňanech dlouho Kačna z Litavan, která je nabyla od svého zemřelého manžela. Následně získal Lipňany od Kačny Vilém z Hrotovic, ten je posléze předal Janovi z Arklebic, který získal také Slavětice a tak je začlenil pod Slavětice.
Na konci 15. století byly Lipňany zpustlé a opuštěné, v roce 1503 pánové z Arklebic prodali Slavětice a zpustlé Lipňany Jindřichovi z Vlašimi. Pusté byly ještě v roce 1630, kdy je zakoupil Jiří hrabě z Náchoda. V první polovině 18. století byla vesnice obnovena a spolu se Slavěticemi byla připojena k dalešickému a následně k hrotovickému panství.
Lipňany náležely k silnicovým typům vsi. Zlikvidovaná zástavba měla své kořeny v roce 1825, kdy bylo kolem silnice nově vyměřeno třináct usedlostí. Předchozí osídlení zaniklo koncem 15. století. Grunty a chalupy byly smíchány. Mimo silnici z Rouchovan do Skryjí Lipňany protínala též cesta z Heřmanic do Slavětic. Východně od silnice býval panský dvůr hrotovického velkostatku. Na návsi si Lipňané vybudovali kapli.
Ve staré pečeti datované rokem 1715 je strom (lípa), vlevo pod ním mlatec s cepem, vpravo brány. Roku 1775 žilo v Lipňanech devět chalupníků. Z celkové plochy Lipňan bylo počátkem 20. století využito 235 ha jako pole, 6 ha jako luka, 1,5 ha jako zahrady, 14 ha jako pastviny a zbylých 69 ha tvořily lesy. V roce 1971 bylo občanům obcí Skryje, Lipňany a Heřmanice oznámeno, že vesnice budou v souvislosti se stavbou Jaderné elektrárny Dukovany zničeny. Zanikly roku 1980.
Vesnice Lipňany bývala přifařena k Rouchovanům.
| Rok            | 1869 | 1900 | 1910 | 1950 | 1970 |
| -------------- | ---- | ---- | ---- | ---- | ---- |
| Počet obyvatel | 110  | 117  | 134  | 97   | 96   |

## Pamětihodnosti
- Kaplička
- V místech zaniklé vesnice se dochovalo torzo lipňanské tvrze.